# Julián Mina
Julián Mina (* Guayaquil, Ecuador, 29 de septiembre de 1985). es un futbolista ecuatoriano que juega de delantero en Liga de Portoviejo de la Serie B de Ecuador.

## Clubes
| Club               | País    | Año           |
| ------------------ | ------- | ------------- |
| Barcelona SC       | Ecuador | 1999 - 2007   |
| Atlético Guayaquil | Ecuador | 2005          |
| Audaz Octubrino    | Ecuador | 2008          |
| CS Patria          | Ecuador | 2009          |
| Atlético Audaz     | Ecuador | 2009          |
| Imbabura S.C.      | Ecuador | 2010          |
| Olmedo             | Ecuador | 2010 - 2012   |
| Mushuc Runa SC     | Ecuador | 2012          |
| Ferroviarios       | Ecuador | 2013          |
| El Nacional        | Ecuador | 2013          |
| Imbabura S.C.      | Ecuador | 2014          |
| Fuerza Amarilla    | Ecuador | 2015          |
| Liga de Portoviejo | Ecuador | 2016          |
| Delfín SC          | Ecuador | 2016          |
| Liga de Portoviejo | Ecuador | 2017-presente |